# Rainer Brüderle
Rainer Brüderle, né à Berlin le 22 juin 1945 est un homme politique allemand qui appartient au Parti libéral-démocrate (FDP).
Ancien ministre de l'Économie du Land de Rhénanie-Palatinat entre 1987 et 1998, d'abord au sein d'une coalition avec la CDU puis dans une alliance avec le SPD, il entame ensuite une carrière de député fédéral et devient, en 2009, ministre fédéral de l'Économie d'Angela Merkel. Deux ans plus tard, il prend la direction du groupe FDP au Bundestag.

## Formation et carrière
Il obtient son Abitur en 1964 et entame des études de journalisme, de droit, d'économie politique et sciences politiques à l'université Johannes Gutenberg de Mayence. En 1971, il obtient son diplôme en économie politique.
Par la suite, il a enseigné cette matière avant de devenir, en 1975, directeur de l'Office d'économie et de promotion des transports de la ville de Mayence. Deux ans plus tard, il prend la direction de l'Office d'économie et de l'immobilier.

## Vie politique

### Au sein du FDP
Rainer Brüderle rejoint le Parti libéral-démocrate (FDP) en 1973.
En 1981, il est élu président de la fédération du parti dans le district de Rheinhessen-Vorderpfalz (aujourd'hui disparu) et occupe ce poste pendant deux ans. La même année, il devient pour dix ans vice-président du FDP de la ville-arrondissement de Mayence.
Il est désigné président de la fédération régionale de Rhénanie-Palatinat et membre du comité directeur fédéral en 1983. En 1995, il devient vice-président du FDP au niveau fédéral sous la direction de Wolfgang Gerhardt, et est maintenu par Guido Westerwelle quand il prend la tête du parti en 2001. Après la déroute des libéraux aux élections législatives régionales de 2011 en Rhénanie-Palatinat, il renonce à présider la fédération du parti.
Par ailleurs, il a présidé le Forum libéral de la société de l'information.

### De Mayence au gouvernement de Rhénanie-Palatinat

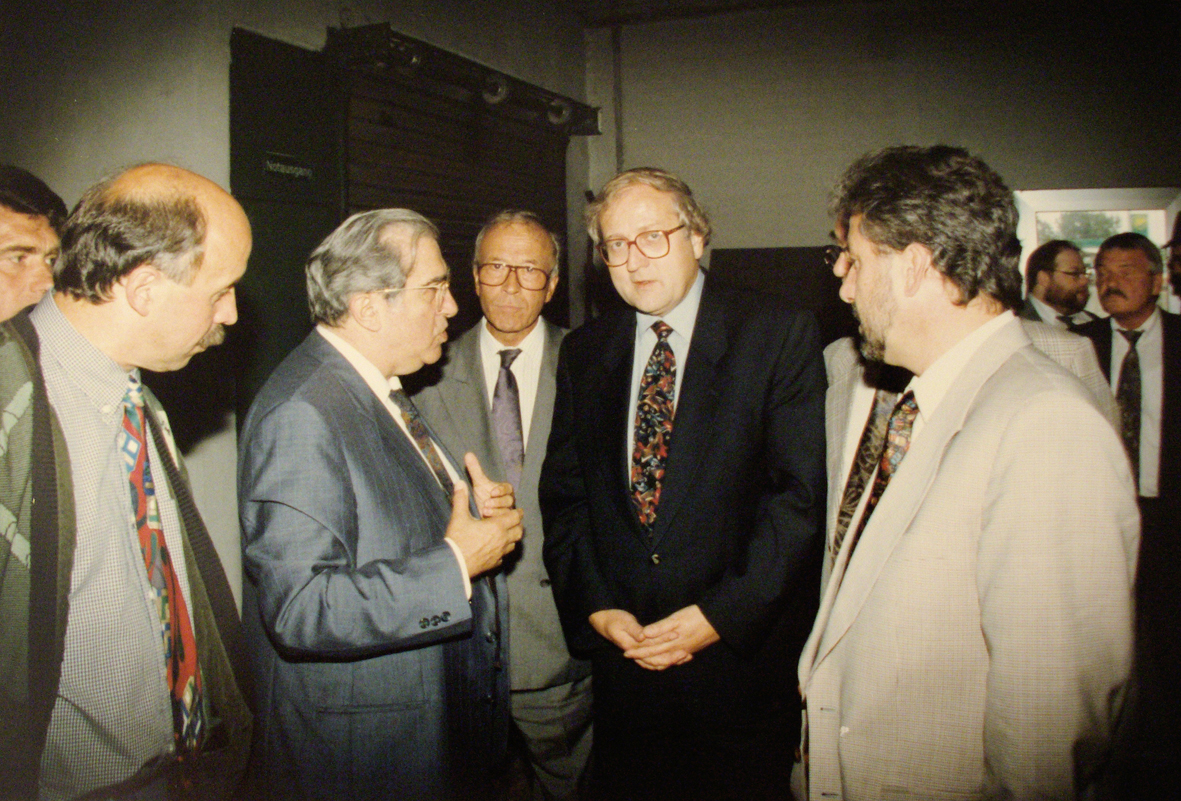
Rainer Brüderle (centre), en 1993.

En 1981, il est nommé adjoint au maire de Mayence chargé de l'économie. Il est élu député au Landtag de Rhénanie-Palatinat le 17 mai 1987 mais démissionne dès l'année suivante.
Le 23 juin 1987, il est nommé ministre régional de l'Économie et des Transports dans la coalition noire-jaune de Bernhard Vogel. L'année suivante, il devient vice-ministre-président de Carl-Ludwig Wagner, qui vient de remplacer Vogel. À la suite de la victoire du Parti social-démocrate (SPD) de Rudolf Scharping, celui-ci forme une coalition sociale-libérale et Brüderle est reconduit à son poste. Ses compétences sont renforcées avec l'agriculture et la viticulture le 26 octobre 1994, à la suite du remplacement de Scharping par Kurt Beck.
Il démissionne le 12 novembre 1998, afin de se lancer dans la vie politique fédérale.

### Au niveau fédéral
Le 27 septembre, il est élu député fédéral au Bundestag. En octobre, il est désigné vice-président du groupe FDP et le reste jusqu'en 2009. Réélu aux législatives du 27 septembre 2009, Rainer Brüderle est nommé ministre fédéral de l'Économie et de la Technologie le 28 octobre. Surnommé « Mister PME » par Guido Westerwelle, il se montre un ardent défenseur du libéralisme économique. En 2010, il déclare que la Grèce a dit qu'elle « ne voulait pas un cent, de toute façon le gouvernement allemand ne donnera pas un cent », à propos de la crise budgétaire qui frappe ce pays. Au mois de mars 2011, il rappelle son soutien à l'énergie nucléaire civile, alors que le débat sur la sortie du nucléaire est relancé dans le pays du fait des accidents nucléaires de Fukushima.
Deux mois plus tard, le 10 mai 2011, il est élu président du groupe FDP au Bundestag, en remplacement de Birgit Homburger, par 86 voix sur 90 votants, soit 95,5 % des suffrages. Son élection s'inscrit dans le cadre d'un remaniement des instances dirigeantes du parti libéral. Il est remplacé deux jours plus tard au gouvernement par Philipp Rösler.

### Élections fédérales de 2013
Le 21 janvier 2013, au lendemain des élections législatives régionales en Basse-Saxe qui voient une progression inattendue des libéraux, Rösler annonce que Brüderle devient chef de file (spitzenkandidat) du FDP aux élections fédérales de septembre suivant, mais qu'il conserve cependant la direction du parti.

### Allégations de harcèlement sexuel
À peine quelques jours plus tard, le 24 janvier, le magazine Stern affirme que Brüderle, au cours des traditionnelles rencontres de l'Épiphanie du FDP, en 2012, aurait eu un comportement très déplacé envers l'une de ses journalistes, allant jusqu'à lui faire des avances sexuelles, ce que les dirigeants du FDP ont immédiatement démenti.
Sur les réseaux sociaux, plusieurs citoyennes allemandes se révoltent contre Brüderle, tandis que Silvana Koch-Mehrin, députée européenne libérale, félicite la journaliste et dénonce la condition des femmes au sein du parti. La chancellerie n'a pas pris de position, le ministre fédéral des Affaires étrangères, Westerwelle, lui apporte son soutien et Wolfgang Kubicki, président du FDP dans le Schleswig-Holstein, affirme que « frapper la nuit à la porte de la chambre d'hôtel d'une journaliste n'est pas scandaleux ».